# Stora Bäckasjön
Stora Bäckasjön är en sjö i Olofströms kommun i Blekinge och ingår i Skräbeåns huvudavrinningsområde. Sjön är 16,3 meter djup, har en yta på 0,115 kvadratkilometer och befinner sig 116,2 meter över havet. Sjön avvattnas av vattendraget Lekarebäcken.

## Delavrinningsområde
Stora Bäckasjön ingår i det delavrinningsområde (624988-142151) som SMHI kallar för Mynnar i Slagesnässjön. Medelhöjden är 143 meter över havet och ytan är 15,46 kvadratkilometer. Det finns inga avrinningsområden uppströms utan avrinningsområdet är högsta punkten. Lekarebäcken som avvattnar avrinningsområdet har biflödesordning 3, vilket innebär att vattnet flödar genom totalt 3 vattendrag innan det når havet efter 43 kilometer. Avrinningsområdet består mestadels av skog (87 %). Avrinningsområdet har 0,34 kvadratkilometer vattenytor vilket ger det en sjöprocent på 2,2 %.